# Carposina cervinella
Carposina cervinella là một loài bướm đêm thuộc họ Carposinidae. Nó là loài đặc hữu của Kauai.